# Caenisomopsis paraensis
Caenisomopsis paraensis är en tvåvingeart som beskrevs av Townsend 1934. Caenisomopsis paraensis ingår i släktet Caenisomopsis och familjen parasitflugor. Inga underarter finns listade.